# أوتو دوق برونزويك
أوتو دوق برونزويك ولوننبرغ (غروبنهاغن) (1320 - 1 ديسمبر 1398) كان رابع وآخر زوج لجوفانا الأولى ملكة نابولي. كما حمل لقب أمير تارانتو باسم «أوتو التارانتي».
| سبقه: خايمي الثالث            | أمير تارانتو 1383 - 1393      | تبعه: ريموندو دل بالدو أورسيني |
| سبقه: خايمي الرابع من مايوركا | ملك نابولي القرين 1376 - 1382 | مارغريت من دوراتسو 1. 2. 3.    |